# Astura (fleuve)
Pour le village, voir Astura.
L'Astura est un cours d'eau qui coule dans le sud du Latium, près des Marais pontins.

## Description
Le fleuve, long d'environ 18 kilomètres, coule entièrement sur les territoires communaux d'Aprilia, Latina et Nettuno et a un bassin versant d'environ 385 kilomètres carrés. Il se jette en mer Tyrrhénienne  près de Torre Astura.

## Histoire
Dans les temps anciens, le fleuve était formé par de nombreux cours d'eau qui descendaient du versant sud des monts Albains. À la suite du développement des marais pontins dans les années 1920 - 1930, ses rives sont détournées et collectées dans un canal artificiel (Canale delle Acque Alte, anciennement Canale Mussolini) qui intercepte depuis lors toutes les branches sources de l'ancienne Astura à travers un raccord.
L'Astura, qui dans son cours originel atteignait Campoverde, Satricum et Astura, est citée par Tite-Live (Ab Urbe condita libri, VIII, 13) et par Pline l'Ancien (Naturalis historia, III, 57).